# Закирова, Аляра Нурмухаметовна
Закирова Аляра Нурмухаметовна (24 июля, 1941 год, п. Станции Буздяк (ныне село Буздяк), Буздякский район, Башкирская АССР) — учёный-кардиолог, преподаватель высшего учебного заведения. Доктор медицинских наук (1995), профессор (1998). Заслуженный деятель науки Республики Башкортостан (2001). Заслуженный врач Республики Башкортостан (1996), Почётный кардиолог Российской Федерации (2011)
.
Лауреат национальной премии РФ «Пурпурное сердце» (Москва, 2010).

## Биография
Родилась 24 июля 1941 года в посёлке станции Буздяк Буздякского района Башкирской АССР.
В 1965 окончила Башкирский государственный медицинский институт.
В 1965—1966 годах работала врачом в 1-й поликлинике города Уфы.
В 1968 — 1972 годах — в Республиканской клинической больнице имени Г. Г. Куватова.
С 1972 года является преподавателем Башкирского государственного медицинского института .
С 1997 года — заведующая кафедрой клинической кардиологии Института дополнительного образования Башкирского государственного медицинского университета.

## Научная деятельность
Научная деятельность профессора А. Н. Закировой посвящена изучению диагностики, патогенеза и лечения хронической сердечной недостаточности, гипертонической болезни, ишемической болезни сердца, эффективности антиоксидантов, βв блокаторов, диуретиков и иных средств при лечении болезней сердца.
При участии А. Н. Закировой разработан и внедрён в лечебно-профилактических учреждениях республики метод лечения стенокардии с использованием церулоплазмина.
Президент Башкирского научного общества кардиологов (с 2000 года).
Автор более 600 научных трудов по кардиологии и 19 монографий. Под руководством профессора Закировой А. Н. защищены 43 диссертации на сосискание научной степени кандидата медицинских наук.

## Научные труды
Научные труды последних лет:
- Современные подходы к диагностике и лечению инфекционного эндокардита: руководство для врачей. Уфа, 2008 (соавтор);
- Диагностика и лечение острого инфаркта миокарда с элевацией сегмента ST. Уфа, 2009 (соавтор);
- Тромбоэмболия легочной артерии: диагностика, лечение и профилактика. Уфа, 2009 (соавтор).
- Синкопальные состояния (учебное пособие). — Изд. «Здравоохранение Башкортостана»- Уфа. — 2012.- С.84
- Неотложные состояния в кардиологии (учебное пособие). — Изд. «Здравоохранение Башкортостана»- Уфа. — 2012.- С.132
- Ишемическая болезнь сердца в таблицах и схемах (учебное пособие). — Изд."Здравоохранение Башкортостана"- Уфа. — 2014.- С.76
- Осложнения острого инфаркта миокарда (учебное пособие). — Изд. «Здравоохранение Башкортостана»- Уфа. — 2015.- С.104
- Нарушения ритма сердца (учебное пособие).- Издательство ФГОУ ВО «БГМУ» Минздрава России.- Уфа. — 2017.- С.78

## Почётные звания
- Заслуженный деятель науки Республики Башкортостан (2001)
- Заслуженный врач Республики Башкортостан (1996)
- Почётный кардиолог Российской Федерации (2011)